# Reservoir sampling
Reservoir sampling («резервуарная выборка», нет устоявшегося русского перевода) представляет собой семейство вероятностных алгоритмов произвольного выбора образца, состоящего из k элементов из списка S, содержащего n элементов, где n — это либо очень большое, либо неизвестное число. Обычно, n достаточно велико, чтобы весь список не уместился в основной памяти.

## Пример: выборка размера 1
Предположим, мы видим последовательность элементов, но по одному элементу за 1 раз. Мы хотим сохранить один элемент в памяти, и мы хотим, чтобы он был выбран случайным образом из данной последовательности. Если мы знаем общее количество элементов (n), то есть простое решение: выбрать индекс i между 1 и n с равной вероятностью, и выбрать i-ый элемент. Проблема заключается в том, что мы не всегда знаем n заранее. Возможное решение заключается в следующем:
- Сохранить первый элемент в памяти.
- Когда получим {\displaystyle i}-й элемент (для {\displaystyle i>1}):
  - с вероятностью {\displaystyle 1/i} сохранить новый элемент вместо текущего элемента;
  - с вероятностью {\displaystyle 1-1/i} сохранить текущий элемент и отбросить новый элемент.

Итак:
- когда есть только один элемент, он сохранится с вероятностью 1;
- когда есть 2 элемента, каждый из них сохранится с вероятностью 1/2;
- когда есть 3 элемента, третий элемент сохранится с вероятностью 1/3, а каждый из предыдущих 2 пунктов также сохранится с вероятностью (1/2)(1-1/3) = (1/2)(2/3) = 1/3;
- по индукции легко доказать, что при наличии n элементов, каждый элемент сохранится с вероятностью 1/n.

## Алгоритм R
В своей статье на эту тему наиболее распространенный пример Джеффри Виттер назвал алгоритмом R. Этот простой O(n) алгоритм, как описано в Dictionary of Algorithms and Data Structures состоит из следующих шагов (при условии, что массивы начинаются с индекса 1, а количество элементов, которые нужно выбрать, k, меньше, чем размер исходного массива, S):
```
/*

  
S
 
has
 
items
 
to
 
sample
,
 
R
 
will
 
contain
 
the
 
result

*/

ReservoirSample
(
S
[
1
..
n
]
,
 
R
[
1
..
k
])

  
// fill the reservoir array

  
for
 
i
 
=
 
1
 
to
 
k

      
R
[
i
]
 
:=
 
S
[
i
]

  
// replace elements with gradually decreasing probability

  
for
 
i
 
=
 
k
+
1
 
to
 
n

    
j
 
:=
 
random
(
1
,
 
i
)
   
// important: inclusive range

    
if
 
j
 
<=
 
k

        
R
[
j
]
 
:=
 
S
[
i
]

```

Алгоритм создаёт «резервуар» — массив размера k — и заполняет его первыми k элементами из S. Затем он перебирает все оставшиеся элементы S, пока S не будет исчерпан. На i-ом элементе S алгоритм генерирует случайное число j между 1 и i. Если j меньше или равно k, то j-ый элемент резервуара заменяется на i-й элемент из S. В сущности, для всех i, i-ый элемент S выбирается для включения в резервуар с вероятностью k/i. Аналогичным образом, на каждой итерации j-й элемент резервуара будет заменён с вероятностью 1/k * k/i, то есть, упрощая, с вероятностью 1/i. Можно показать, что, когда алгоритм закончит свою работу, каждый элемент в S имеет одинаковую вероятность (то есть k / длина(S)), что его выберут в резервуар. Чтобы убедиться в этом, рассмотрим следующее доказательство по индукции. После (i-1)-го шага, допустим, вероятность числа попасть в резервуар равна k/(i-1). Поскольку вероятность числа быть заменены на i-ом шаге равна 1/i, то вероятность того, что он выживает на i-ом шаге, равна (i-1)/i. Таким образом, вероятность того, что заданное число попадёт в резервуар после i-го шага, равна произведению этих двух вероятностей, то есть вероятности уже находиться в резервуаре после (i-1)-го шага и вероятности пережить замену на i-ом шаге. Это произведение равно: (k/(i-1)) * ((i-1)/i) = k/i. Следовательно, результат зависит от i, и поэтому утверждение верно по индукции.

## Резервуар со случайной сортировкой
Простой алгоритм на основе резервуара может быть разработан с использованием случайной сортировки и реализован с использованием структуры данных приоритетная очередь. Этот алгоритм присваивает случайное число в качестве ключа к каждому элементу и поддерживает k элементов с минимальным значением для ключей. В сущности, это эквивалентно присвоению случайного числа каждому элементу в качестве ключа, последующей сортировке элементов с помощью этих ключей и выборки первых k элементов. В худшем случае время выполнения алгоритма равно {\displaystyle O(n\log k)}, а в лучшем случае — {\displaystyle O(n)}. Хотя наихудший случай по времени не так хорош, как Алгоритм R, этот алгоритм может быть легко расширен для взвешенной выборки. Оба алгоритма могут работать на потоках неизвестной длины
```
.

/*

  
S
 
is
 
a
 
stream
 
of
 
items
 
to
 
sample
,
 
R
 
will
 
contain
 
the
 
result

  
S
.
Current
 
returns
 
current
 
item
 
in
 
stream

  
S
.
Next
 
advances
 
stream
 
to
 
next
 
position

  
max
-
priority
-
queue
 
supports
:

    
Count
 
->
 
number
 
of
 
items
 
in
 
priority
 
queue

    
Maximum
()
 
->
 
returns
 
maximum
 
key
 
value
 
of
 
all
 
items

    
Extract
-
Max
()
 
->
 
Remove
 
the
 
item
 
with
 
max
 
key

    
Insert
(
key
,
 
Item
)
 
->
 
Adds
 
item
 
with
 
specified
 
key

*/

ReservoirSample
(
S
[
1
..
?
]
,
 
R
[
1
..
k
])

  
H
 
=
 
new
 
max
-
priority
-
queue

  
while
 
S
 
has
 
data

    
r
 
=
 
Random
(
0
,
1
)
  
// important: inclusive range

    
if
 
H
.
Count
 
<
 
k

      
H
.
Insert
(
r
,
 
S
.
Current
)

    
else

      
if
 
H
.
Maximum
 
>
 
r

        
H
.
Extract
-
Max
()

        
H
.
Insert
(
r
,
 
S
.
Current
)

    
S
.
Next

```

## Взвешенная случайная выборка с использованием резервуара
Во многих приложениях выборки требуется производить в соответствии с весами, которые присвоены каждому элементу в данном множестве. Например, это может потребоваться для выборки запросов в поисковой машине с весом как количеством раз, когда они были выполнены, так что образец мог бы быть проанализирован на общее воздействие на пользовательский опыт. Есть два способа интерпретировать веса каждого элемента множества:
1. Пусть вес каждого пункта {\displaystyle w_{i}} , а сумма всех весов {\displaystyle W}. Мы можем преобразовать вес в вероятность выбора элемента в качестве образца так: {\displaystyle P_{i}=w_{i}/W}.
2. Пусть веса двух элементов {\displaystyle i} и {\displaystyle j} будут {\displaystyle w_{i}} и {\displaystyle w_{j}}. Пусть вероятность элемент {\displaystyle i} стать выбранным в качестве образца будет {\displaystyle p_{i}}, тогда {\displaystyle p_{j}=p_{i}\max(1,w_{j}/w_{i})}.

### Алгоритм A-Res
Следующий алгоритм предложили Efraimidis и Spirakis, в нём используется интерпретация 1:
```
/*

  
S
 
is
 
a
 
stream
 
of
 
items
 
to
 
sample
,
 
R
 
will
 
contain
 
the
 
result

  
S
.
Current
 
returns
 
current
 
item
 
in
 
stream

  
S
.
Weight
  
returns
 
weight
 
of
 
current
 
item
 
in
 
stream

  
S
.
Next
 
advances
 
stream
 
to
 
next
 
position

  
The
 
power
 
operator
 
is
 
represented
 
by
 
^

  
min
-
priority
-
queue
 
supports
:

    
Count
 
->
 
number
 
of
 
items
 
in
 
priority
 
queue

    
Minimum
()
 
->
 
returns
 
minimum
 
key
 
value
 
of
 
all
 
items

    
Extract
-
Min
()
 
->
 
Remove
 
the
 
item
 
with
 
minimum
 
key

    
Insert
(
key
,
 
Item
)
 
->
 
Adds
 
item
 
with
 
specified
 
key

*/

ReservoirSample
(
S
[
1
..
?
]
,
 
R
[
1
..
k
])

  
H
 
=
 
new
 
min
-
priority
-
queue

  
while
 
S
 
has
 
data

    
r
 
=
 
Random
(
0
,
1
)
 
^
 
(
1
/
S
.
Weight
)
  
// important: inclusive range

    
if
 
H
.
Count
 
<
 
k

      
H
.
Insert
(
r
,
 
S
.
Current
)

    
else

      
if
 
H
.
Minimum
 
<
 
r

        
H
.
Extract
-
Min
()

        
H
.
Insert
(
r
,
 
S
.
Current
)

    
S
.
Next

```

Этот алгоритм совпадает с алгоритмом, приведенным в Резервуар со случайной сортировкой, за исключением строки, где мы генерируем ключ, используя генератор случайных чисел. Алгоритм эквивалентен назначению каждому элементу в качестве ключа {\displaystyle r^{1/w_{i}}}, в котором {\displaystyle r} — случайное число, а затем сортировке элементов с использованием этих ключей и, наконец, выборке первых k элементов для образца.

### Алгоритм A-Chao
Следующий алгоритм, предложенный M. T. Chao, использует интерпретацию 2:
```
/*

  
S
 
has
 
items
 
to
 
sample
,
 
R
 
will
 
contain
 
the
 
result

  
S
[
i
]
.
Weight
 
contains
 
weight
 
for
 
each
 
item

*/

WeightedReservoir
-
Chao
(
S
[
1
..
n
]
,
 
R
[
1
..
k
])

  
WSum
 
=
 
0

  
// fill the reservoir array

  
for
 
i
 
=
 
1
 
to
 
k

      
R
[
i
]
 
:=
 
S
[
i
]

      
WSum
 
=
 
WSum
 
+
 
S
[
i
]
.
Weight

  
for
 
i
 
=
 
k
+
1
 
to
 
n

    
WSum
 
=
 
WSum
 
+
 
S
[
i
]
.
Weight

    
p
 
=
 
S
[
i
]
.
Weight
 
/
 
WSum
 
// probability for this item

    
j
 
:=
 
random
(
0
,
 
1
)
;
     
// important: inclusive range

    
if
 
j
 
<=
 
p
              
// select item according to probability

        
R
[
random
(
1
,
k
)]
 
:=
 
S
[
i
]
  
//uniform selection in reservoir for replacement

```

Для каждого элемента вычисляет его относительный вес, а затем используется для случайного решения, нужно ли такой элемент добавить в резервуар. Если элемент выбран, то один из существующих элементов резервуара равномерно выбирается и заменяется на новый элемент. Трюк здесь заключается в том, что, если вероятности всех элементов в резервуаре уже пропорциональны их весам, то, выбрав равномерно, какой элемент необходимо заменить, вероятности всех элементов остаются пропорциональными их весу после замены.

## Распределённая резервуарная выборка
Во многих приложениях, объем данных, из которых необходим небольшой образец, слишком велик, и желательно распределить задачи выбора среди многих машин параллельно, чтобы ускорить процесс. Простой подход, который часто используется, хотя он и менее производителен, заключается в том, чтобы присвоить случайное число в качестве ключа каждому элементу, затем выполнить распределенную сортировки и, наконец, получить образец нужного размера из первых k элементов. Если взвешенный образец подходит, тогда ключ вычисляется с использованием {\displaystyle r^{1/w_{i}}} , где {\displaystyle r} — случайное число, а {\displaystyle w_{i}} — вес элемента. Неэффективность этого подхода с очевидностью вытекает из требуемой распределенной сортировки очень больших объемов данных.
Другой, более эффективный подход для распределенной взвешенной случайной выборки заключается в следующем:
1. Распределить данные среди m машин.
2. Каждая машина производит свою собственную взвешенную выборку с использованием ключа {\displaystyle r^{1/w_{i}}} , как описано в предыдущем разделе, и производит выборку размером <= k элементов.
3. Собрать все m образцов размером <= k, получив в итоге общее количество элементов {\displaystyle n'<=mk}.
4. Теперь выбрать k элементов из {\displaystyle n'} элементов из шага 3, используя ключ, который уже был вычислен в шаге 2. Это означает, что вместо повторной генерации ключа с использованием генератора случайных чисел в алгоритме выборки, мы используем ключ, который у нас уже вычислен на шаге 2.

Шаг 4 использует ключи из шага 2, потому что мы можем иметь несбалансированное распределение данных по машинам. Например, предположим, что k = 1, машина m1 машина получает только 1 элемент с весом 10, а машина m2 получает 2 элемента, каждый с весом 100. Интуитивно, вероятность элементов из m1 попасть в финальную выборку равна 1/210. В шаге 3, мы получим 1 элемент из m1, как из m2. Если мы пересчитываем ключи в шаге 4, то вероятность того, что элемент из m1 будет в окончательной выборке, составляет 10/110 вместо требуемых 1/210. Теперь заметим, что взвешенная случайная выборка из предыдущего раздела уменьшает максимальное значение ключа в приоритетной очереди по мере обработки всё большего количества элементов. Поэтому, элементы, выбранный на машине с более крупным куском данных, будут иметь низкие значения ключа и, следовательно, более высокий шанс попасть в выборку.

## Отношение к тасованию Фишера-Йетса
Предположим, кто-то хотел раздать k случайных карт из колоды игральных карт (то есть n=52).
Естественным подходом было бы перетасовать колоду и затем взять первые k карт.
В общем случае, перемешивание тоже должно работать, даже если количество карт в колоде заранее не известно, условие которого удовлетворяется вывернутой наизнанку версией тасования Фишер-Йетса:

Чтобы инициализировать массив a из n элементов как случайно перемешанной копии S, индексы обоих массивов начинаются с 0: 
   a[0] ← S[0] 
   for i from 1 to n - 1 do
       r ← random (0 .. i) 
       a[i] ← a[r] 
       a[r] ← S[i]

Обратите внимание, что хотя остальные карты тасуются, только первые k важны в данном контексте.
Поэтому, массиву a нужно отслеживать только карты в первых k позициях при выполнении перемешивания, уменьшив объем необходимой памяти.
Усекая a до длины k, алгоритм модифицируется соответствующим образом:

Чтобы инициализировать массив a в k случайных элементов из S (длиной n), индексы обоих массивов начинаются с 0: 
   a[0] ← S[0] 
   for i from 1 to k - 1 do
       r ← random (0 .. i) 
       a[i] ← a[r] 
       a[r] ← S[i]  
   for i from k to n - 1 do
       r ← random (0 .. i) 
       if (r < k) then a[r] ← S[i]

Так как порядок первых k карт является несущественным, первый цикл может быть удалён, а массив a может быть инициализирован первыми k элементами из S.
Это напоминает алгоритм R.

## Пример реализации
Ниже приводится простая реализация алгоритма на языке Python, которая выбирает названия страниц из английской Википедии:
```
import
 
random

SAMPLE_COUNT
 
=
 
10

# Force the value of the seed so the results are repeatable

random
.
seed
(
12345
)

sample_titles
 
=
 
[]

for
 
index
,
 
line
 
in
 
enumerate
(
open
(
"enwiki-20091103-all-titles-in-ns0"
)):

        
# Generate the reservoir

        
if
 
index
 
<
 
SAMPLE_COUNT
:

                
sample_titles
.
append
(
line
)

        
else
:

                
# Randomly replace elements in the reservoir

                
# with a decreasing probability.

                
# Choose an integer between 0 and index (inclusive)

                
r
 
=
 
random
.
randint
(
0
,
 
index
)

                
if
 
r
 
<
 
SAMPLE_COUNT
:

                        
sample_titles
[
r
]
 
=
 
line

print
 
sample_titles

```

## Статистические свойства
Вероятности выбора резервуарных методов обсуждаются в Chao (1982) и Tillé (2006). Если во время первого отбора вероятности равны k/n (или, в случае процедуры Chao, произвольному множеству неравных вероятностей), то во время второго отбора вероятности зависят от порядка, в котором записи отсортированы в оригинальном резервуаре. Проблема преодолевается кубическим методом выборки Deville and Tillé (2004).

## Ограничения
Резервуарные выборки делают предположение, что результат помещается в основной памяти, часто подразумевая, что k является постоянной, не зависящей от n. В применениях, где мы хотели бы выбрать большое подмножество входного списка (скажем, треть, то есть k=n/3), нужно использовать другие методы. Были предложены распределенные реализации этой задачи.